# Је Шивен
Је Шивен (пињ. Yè Shīwén, 1. март 1996. у Хангџоу, провинција Џеђанг) је репрезентативка Кине у пливању чија специјалност је пливање мешовитим стилом.
Пливањем је почела да се бави са 6 година и након 5 година тренирања било је очито да је у питању велики таленат. Тренирала је у Бризбејну (Аустралија) под покровитељством Кена Вуда и Дениса Котерела.
Актуелна је светска првакиња у дисциплини 200 m мешовито из Шангаја 2011. и актуелна олимпијска победница на 400 m мешовито и 200 m мешовито из Лондона 2012. У финалу олимпијске трке на 400 m мешовито Је је поставила и нови светски рекорд у времену 4:28,43. Занимљиво је да је последњих 50 m те деонице у финалу Шивенова испливала за 28,93 секунде што је брже од исте деонице коју је у мушкој конкуренцији испливао такође освајач олимпијског злата Рајан Локти (пливао 29,10).

## Контроверзе
Одмах након освајања олимпијског злата у Лондону 2012. и обарања светског рекорда на 400 мешовито, тренер америчке пливачке репрезентације Џон Леонард изразио је сумњу у региларност њених резултата и оптужио кинеску пливачицу за допинг, што је довело до праве медијске афере. Међународни олимпијски комитет је убрзо потом објавио да су сви налази са допинг контрола били негативни и да не постоји ни најмања сумња у валидност њених резултата. Подршку младој кинеској пливачици изразио је и сам Жак Рог (председник МОК-а) те бројне друге пливачке звезде.